# 頂ノ郷昌登
頂ノ郷 昌登（かみのさと まさと、1950年12月7日 - 2015年11月29日）は、神奈川県横浜市出身で二所ノ関部屋、大鵬部屋に所属した元大相撲力士。本名は島野 正己。178cm、143kg。最高位は東十両12枚目。得意技は突き、押し。

## 経歴
中学校では卓球部に所属し、家業である土木業を継ぐために鶴見工業高校へ進学した。高校では水泳部に所属し、バタフライの選手だった。事業経営を勉強するために神奈川大学の経済学部へ進学したが、 大学2年生の夏に二所ノ関部屋に稽古見学に行った時に、大鵬から勧誘されて入門を決意した。1971年9月場所に20歳で初土俵を踏む。幕下で長く低迷していたが、大鵬の知人に姓名判断を頼み、「山の頂上を極める、相撲道の頂上を望む」意味で『頂』を使ってはどうかと助言をもらったため、1978年5月場所で四股名を「頂ノ郷」へ改名した。それから4場所連続で勝ち越し、1979年1月場所に十両昇進。動きの速さを生かした突き押しが持ち味の取り口だが引き、叩き癖があり、下半身が脆く脇も甘かったため、十両では通用しなかった。1980年5月場所限りで廃業。

## 主な成績
- 通算成績：198勝175敗7休 勝率.531
- 十両成績：7勝23敗 勝率.233
- 現役在位：53場所
- 十両在位：2場所

### 場所別成績
| | 一月場所 初場所（東京） | 三月場所 春場所（大阪） | 五月場所 夏場所（東京） | 七月場所 名古屋場所（愛知） | 九月場所 秋場所（東京） | 十一月場所 九州場所（福岡） |
| --- | ----------------------- | ----------------------- | ----------------------- | --------------------------- | ----------------------- | --------------------------- |
| 1971年 （昭和46年） | x                       | x                       | x                       | x                           | （前相撲）              | 東序ノ口3枚目 4–3           |
| 1972年 （昭和47年） | 東序二段88枚目 5–2      | 東序二段32枚目 5–2      | 東三段目75枚目 4–3      | 東三段目59枚目 3–4          | 西三段目66枚目 4–3      | 東三段目59枚目 4–3          |
| 1973年 （昭和48年） | 東三段目48枚目 5–2      | 西三段目17枚目 2–5      | 東三段目35枚目 3–4      | 東三段目45枚目 3–4          | 東三段目56枚目 5–2      | 西三段目27枚目 4–3          |
| 1974年 （昭和49年） | 西三段目16枚目 4–3      | 東三段目7枚目 5–2       | 西幕下44枚目 3–4        | 東幕下51枚目 3–4            | 西三段目筆頭 4–3        | 西幕下50枚目 4–3            |
| 1975年 （昭和50年） | 東幕下40枚目 2–5        | 西幕下60枚目 2–5        | 東三段目19枚目 3–4      | 東三段目30枚目 5–2          | 西三段目6枚目 5–2       | 西幕下42枚目 3–4            |
| 1976年 （昭和51年） | 西幕下54枚目 6–1        | 西幕下24枚目 2–5        | 東幕下43枚目 4–3        | 東幕下37枚目 2–5            | 西幕下58枚目 5–2        | 東幕下33枚目 6–1            |
| 1977年 （昭和52年） | 東幕下13枚目 6–1        | 東幕下2枚目 4–3         | 東幕下筆頭 3–4          | 東幕下5枚目 2–5             | 西幕下21枚目 5–2        | 西幕下9枚目 4–3             |
| 1978年 （昭和53年） | 東幕下9枚目 4–3         | 西幕下6枚目 3–4         | 西幕下13枚目 4–3        | 西幕下8枚目 4–3             | 西幕下6枚目 4–3         | 東幕下4枚目 5–2             |
| 1979年 （昭和54年） | 東十両12枚目 5–10       | 東幕下6枚目 2–5         | 東幕下24枚目 5–2        | 西幕下11枚目 4–3            | 東幕下7枚目 4–3         | 東幕下5枚目 4–3             |
| 1980年 （昭和55年） | 東幕下2枚目 5–2         | 西十両12枚目 2–13       | 東幕下11枚目 引退 0–0–7 | x                           | x                       | x                           |
| 各欄の数字は、「勝ち-負け-休場」を示す。 優勝 引退 休場 十両 幕下 三賞：敢=敢闘賞、殊=殊勲賞、技=技能賞 その他：★=金星 番付階級：幕内 - 十両 - 幕下 - 三段目 - 序二段 - 序ノ口 幕内序列：横綱 - 大関 - 関脇 - 小結 - 前頭（「#数字」は各位内の序列） |                         |                         |                         |                             |                         |                             |

## 改名歴
- 島野（しまの）1971年9月場所 - 1975年5月場所
- 神ノ里（かみのさと）1975年7月場所 - 1978年3月場所
- 頂ノ郷 昌登（かみのさと まさと）1978年5月場所 - 1979年5月場所